# Tuk-tuk
Tuk-tuk (på thailandsk ตุ๊กตุ๊ก eller ตุ๊กๆ) – også kaldt auto rickshaw – er en sydøstasiatisk motoriseret udgave af den pedaldrevne cykelrickshaw. Mange danskere kender transportmidlet fra især taxier i Thailand og andre sydøstasiatiske områder.
Tuk-tuk'er findes også i Danmark, både med forbrændingsmotor og som elkøretøj.